# Гвалдо (Форли-Чезена)
Гвалдо (итал. Gualdo) је насеље у Италији у округу Форли-Чезена, региону Емилија-Ромања.
Према процени из 2011. у насељу је живело 705 становника. Насеље се налази на надморској висини од 93 м.